# Apel·lació a les motivacions
L'apel·lació a les motivacions consisteix a rebatre un argument exposant les motivacions que poden haver portat al seu formulador a dir-lo. Es pot considerar un cas especial d'argument ad hominem circumstantial i, com a tal, constitueix una fal·làcia lògica.
És comú, també, en aquest tipus de fal·làcies que s'exposi una lleugera possibilitat d'una motivació en lloc d'exposar les motivacions fàctiques. Així, s'assumeix que la mera possibilitat ja constitueix una prova suficient.

## Exemples
- "En la botiga em van recomanar que em poses Linux en lloc de windows, però a l'aparador tenien etiquetes de Linux. Segur que ho van fer per interès." En aquest cas es vol desautoritzar el judici del venedor apel·lant a una suposada relació professional amb el producte recomanat.

- "L'àrbitre és català i, per tant, anirà a favor del Barça." Aquesta fal·làcia pretén que la procedència del col·legiat influirà en les seves decisions.